# خليل برهومي

خليل برهومي: مُدرّس وصحافيّ وشاعر لبنانيّ. وُلِدَ في بيروت عام 1948 م. درس المرحلة الابتدائية والمتوسّطة والثانوية في مدارس جمعية المقاصد الخيريّة الإسلاميّة.
- زاولَ مهنة الصّحافة في سنّ مبكّرة في كبريات الصحف والمجلات اللبنانية والعربية.
- مارس تدريس اللغة العربية وآدابها في العديد من المدارس والمعاهد التعليمية في لبنان.
- يعمل حاليًّا في جريدة اللواء، بصفة سكرتير التحرير التنفيذي، ومحرر في القسم الإسلاميّ.
- عضو اتحاد الكتاب اللبنانيين.
- قدَّم العديد من البرامج الدينية والأدبية في عدد من الإذاعات اللبنانية.

أعماله:
له عدة كتب مطبوعة، هي: إيليا أبو ماضي شاعر السؤال والجمال (دار الكتب العلمية 1993)- الأخطل الصّغير بين الهوى والشباب والجمال (دار الكتب العلمية 1993)- أحمد الصافي النجفي شاعر الغربة والألم، قدّم له الدّكتور فوزي عطوي (دار الكتب العلمية 1993)- «قناديل ملونة» وهو ديوان شِعْر وجدانيّ، قدَّم له نقيب الصّحافة اللبنانيّة محمّد البعلبكي- مِنْ محبرتي (وهو مجموعة مقالات فكرية واجتماعية من مَنْظور إسلاميّ)، قدَّم له الصّحافيّ الكبير صلاح سلام رئيس تحرير جريدة اللّواء، صادر عنْ «مجموعة الرشاد الثقافيّة» 2014.